# Roth (Donau)

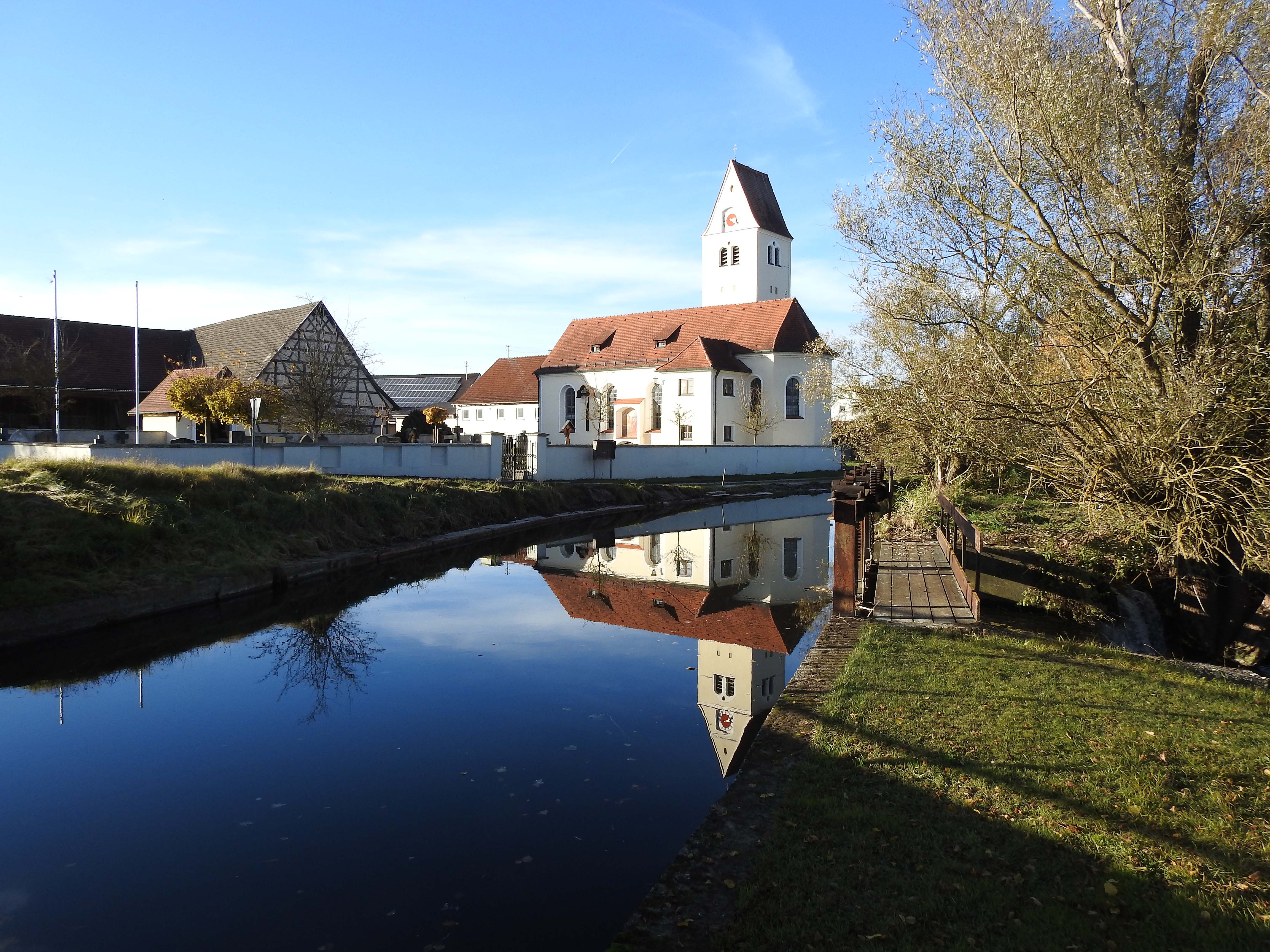
Kirche St. Michael an der Roth in Remmeltshofen

Die Roth ist ein rund 55 km langer Fluss im bayerischen Regierungsbezirk Schwaben, der bei Oberfahlheim in der Gemeinde Nersingen im Landkreis Neu-Ulm von rechts und Süden in die Donau mündet. Sie ist nicht zu verwechseln mit der Rot, die weiter aufwärts im württembergischen Schwaben dem Strom zufließt.
Die Roth fließt zwischen den parallel zu ihr in Richtung Norden verlaufenden Donau-Nebenflüssen Iller im Westen sowie am Oberlauf Günz, später Biber im Osten.

## Namensdeutung
Der Name Roth stammt von der rötlichen Färbung des Flusses, die durch den relativ hohen Eisengehalt des Wassers zustande kommt. Im Quellgebiet ist, wie der Name Eisenburg schon verrät, der Boden sehr eisenhaltig.

## Geographie

### Verlauf
Die Roth entspringt im Otterwald, einem Waldgebiet nördlich von Eisenburg (Memmingen). Danach fließt sie sehr beständig in Richtung Norden. Sie durchquert dabei nahe bei Winterrieden das von vielen Wassergräben durchzogene Ried zwischen dem Klosterbeurer und dem Kellmünzer Wald, wo sie von links eine erste Kleine Roth aufnimmt, auch westliche Roth genannt, die das Ried mit entwässert. Weiter abwärts zweigt die Roth bei der Marktgemeinde Buch nach links eine zweite Kleine Roth ab, die später bei Weißenhorn wieder zurückfließt; auf dem Teilungsabschnitt wird sie selbst zur Unterscheidung auch Ostroth genannt. Beide Zweige entwässern das Obenhauser Ried westlich von Buch. Nach weiteren Nordlauf, auf dem sie zuletzt den Auwald rechts des Stromes durchquert, mündet die Roth nördlich des Nersingener Ortsteils Oberfahlheim von rechts und Süden in den Donau-Abschnitt zwischen Neu-Ulm und Leipheim.

### Zuflüsse
- Kleine Rot (!), von links an der Zigeunerhalde von Osterberg, 3,0 km und 18,0 km².
- Guigengraben, von links im Gemeindegebiet von Oberroth
- Unterriedgraben, von links vor Oberroth-Oberried
- Hurlenbach, von links vor Oberroth
- Heilbach, von links vor Unterroth, 6,0 km und 15,4 km².
- Stegmahdgraben, von links in Unterroth; unbeständig
- → (Abgang der Kleinen Roth) (!), nach links vor der Lehenmühler von Markt Buch
Von hier bis zur Rücklauf der Kleinen Roth heißt der Laufabschnitt Ostroth
- Graben am Räppler, von links vor der Riedmühle bei Buch-Dietershofen bei Illertissen
- Graben Untere Wiesenteile, von links vor der Riedmühle bei Buch-Dietershofen bei Illertissen
- ← (Rücklauf der Kleinen Roth) (!), von links in Weißenhorn, 11,9 km und 40,4 km². Geht kurz vor deren Rücklauf in Weißenhorn nach links vor der Kleinen Roth ab.
- Nebenroth, von links nach dem Ortsende von Weißenhorn, 1,8 km und 0,6 km².
- Geiseler Graben, von rechts nach der Engelhardmühle bei Weißenhorn-Attenhofen
- Eschachgraben, von links gegenüber dem Lohhof vor Nersingen-Straß, 8,6 km und 11,1 km².

### Orte
Orte an der Roth (einschließlich rechtem Hauptarm Ustroth), von der Quelle zur Mündung. Mit den Gemeinde- und Kreiszugehörigkeiten. Nur Orte mit größter Einrücktiefe sind Siedlungsanrainer. 
- Kreisfreie Stadt Memmingen
  - Stadtteil Eisenburg
    - (ohne Ortsanlieger)
- Landkreis Unterallgäu
  - Gde. Heimertingen
    - Reutehof (Einöde, mit Abstand links)

  - Gde. Niederrieden
    - Niederrieden (Pfarrdorf, überwiegend rechts)
    - Weiler Niederrieden, (Weiler, mit Abstand rechts)

  - Gde. Boos
    - Boos (Pfarrdorf, fast nur rechts)

  - Gde. Pleß
    - (ohne Ortsanlieger)

  - Gde. Winterrieden
    - (ohne Ortsanlieger)
- Landkreis Neu-Ulm
  - Gde. Osterberg
    - (ohne Ortsanlieger)
- Landkreis Unterallgäu
  - Markt Babenhausen
    - (ohne Ortsanlieger)
- Landkreis Neu-Ulm
  - Gde. Oberroth
    - Oberroth (Pfarrdorf, überwiegend rechts)
    - Schalkshofen (Weiler, mit etwas Abstand rechts)

  - Gde. Unterroth
    - Unterroth (Pfarrdorf, überwiegend rechts)

  - Markt Buch
    - Lehenmühle (Siedlungsplatz)
    - Buch (Hauptort, mit etwas Abstand rechts)
    - Obenhausen (Pfarrdorf, rechts) mit Hetzenmühle
    - Untermühle (Siedlungsplatz, rechts)
    - Riedmühle (Siedlungsplatz, überwiegend rechts)
    - Gannertshofen (Pfarrdorf, mit Abstand rechts)

  - Stadt Weißenhorn
    - Bubenhausen (Kirchdorf, überwiegend rechts)
    - Grafertshofen (Kirchdorf, fast nur rechts)
    - Weißenhorn (Hauptort, überwiegend rechts)
    - Hegelhofen (Kirchdorf, fast nur rechts)
    - Engelhardmühle (Siedlungsplatz)
    - Attenhofen (Kirchdorf, mit Abstand rechts)
    - Kuttenthalmühle (Siedlungsplatz, rechts)

  - Markt Pfaffenhofen an der Roth
    - Erbishofen (Dorf, links)
    - Diepertshofen (Kirchdorf, rechts)
    - Volkertshofen (Dorf, links)
    - Pfaffenhofen an der Roth (Hauptort, überwiegend rechts)
    - Berg (Dorf, rechts)
    - Roth (Kirchdorf, links)
    - Kadeltshofen (Dorf, rechts)
    - Remmeltshofen (Kirchdorf, links)
    - Lohhof (Siedlungsplatz, in etwas Abstand rechts)

  - Gde. Nersingen
    - Straß (Pfarrdorf)
    - Glassenhart (Weiler, rechts)
    - Oberfahlheim (Pfarrdorf, überwiegend rechts)

## Wassermühlen an der Roth
Am Fluss gab es 21 Wassermühlen, die zumeist stillgelegt sind. Die Mühlengebäude liegen in fast allen Fällen mit dem First parallel zum Wasserlauf, während das Wohnhaus im rechten Winkel angebaut wurde. 

Folgende Mühlen können nachgewiesen werden:
- Mahlmühle Oberfahlheim, erster Nachweis 1440
- Ölmühle Oberfahlheim, erster Nachweis 1688
- Hardermühle Strass, erster Nachweis 1440
- Mahlmühle (auch Hardermühle) Remmeltshofen, erster Nachweis 1356
- Mühle Kadeltshofen, erster Nachweis 1375
- Mühle Berg
- Mühle Roth
- Mühle Diepertshofen, erster Nachweis 1150
- Mahl-Mühle Pfaffenhofen, erster Nachweis 1364
- Ölmühle Pfaffenhofen, erster Nachweis um 1800
- Kuttenthalmühle (zwischen Erbishofen und Attenhofen), erster Nachweis 1134
- Engelhardmühle Attenhofen, erster Nachweis 1413
- Untere Mühle (auch Stadtmühle oder Klotz'sche Mühle) Weißenhorn, erster Nachweis 1390
- Obere Mühle Weißenhorn
- Mühle Grafertshofen, erster Nachweis 1351
- Untere Mühle Obenhausen
- Hetzenmühle Obenhausen
- Mühle Unterroth
- Sägewerk Unterroth
- Mahlmühle Wahl Oberroth
- Mühle Johann Seitz Oberroth[3]

## Sonstiges
Zur Zeit der Kelten wurde das lokal gewonnene Eisenerz im Rothtal verhüttet. Mehrfach wurden Schlacken dieser eisenzeitlichen Produktion in den Fluren von Osterberg, Obenhausen, Emershofen und Attenhofen nachgewiesen.